# Mark (Bernbeuren)
Mark ist ein Gemeindeteil der Gemeinde Bernbeuren im oberbayerischen Landkreis Weilheim-Schongau. 
Der Weiler Mark liegt circa drei Kilometer östlich von Bernbeuren am Südhang des Auerberges direkt an der Kreisstraße WM 20.
Mark ist die westlichste Ansiedlung im Regierungsbezirk Oberbayern.